# Robert Bussard
Robert W. Bussard (ur. 11 sierpnia 1928, zm. 6 października 2007) – amerykański fizyk zajmujący się głównie badaniami nad energią syntezy jądrowej. Laureat nagrody Schreibera-Spence'a na forum STAIF-2004. Był członkiem Międzynarodowej Akademii Astronautyki.